# Night Fever
Night Fever är en discolåt skriven och utgiven av The Bee Gees. Låten skrevs speciellt för filmen Saturday Night Fever, och medtogs på dess soundtrack 1977. Låten utgavs även som singel i februari 1978, då låg fortfarande två av gruppens andra låtar från filmen, "Stayin' Alive" och "How Deep Is Your Love", topp tio-placerade på Billboardlistan. Night Fever nådde som singel förstaplatsen i USA och Storbritannien och var en hit i nästan hela Västeuropa.

## Listplaceringar
| Lista (1978)   | Position |
| -------------- | -------- |
| Finland        | 6        |
| Frankrike      | 20       |
| Irland         | 1        |
| Kanada         | 1        |
| Nederländerna  | 3        |
| Norge          | 2        |
| Nya Zeeland    | 2        |
| Schweiz        | 3        |
| Spanien        | 1        |
| Storbritannien | 1        |
| Sverige        | 5        |
| USA            | 1        |
| Västtyskland   | 2        |
| Österrike      | 4        |